# 金功榛
金 功榛（キム・ククジン、1989年1月5日 - ）は、朝鮮民主主義人民共和国（北朝鮮）出身のサッカー選手。ポジションはMF。
元VfLボーフムの鄭大世らと並び、UEFA圏でのプレー経験がある数少ない北朝鮮国籍の選手であり、同国代表の車正赫とはFCヴィル1900でチームメイトだった。

## 所属クラブ
- 2007年 - 2008年  平壌市体育団
- 2008年 - 2009年  FCコンコルディア・バーゼル
- 2009年 - 2010年  FCヴィル1900

## 個人成績
| チーム         | シーズン | リーグ戦 | リーグ戦 | カップ | カップ | 期間通算 | 期間通算 |
| チーム         | シーズン | 出場     | 得点     | 出場   | 得点   | 出場     | 得点     |
| -------------- | -------- | -------- | -------- | ------ | ------ | -------- | -------- |
| コンコルディア | 2008-09  | 20       | 2        | 3      | 0      | 23       | 2        |
| FCヴィル1900   | 2009-10  | 11       | 0        | 1      | 0      | 12       | 0        |
| FCヴィル1900   | 2010-11  | 9        | 0        | 1      | 0      | 10       | 0        |
| 総通算         | 総通算   | 40       | 2        | 5      | 0      | 45       | 2        |